# Wszystko mi mówi, że mnie ktoś pokochał (album)
Wszystko mi mówi, że mnie ktoś pokochał – drugi album studyjny zespołu Skaldowie, wydany w 1968 roku przez Pronit jako LP. Wznowiony w 2013 roku przez Kameleon Records jako CD.

## Lista utworów

### Strona A
| 1. | „Wszystko mi mówi, że mnie ktoś pokochał” (A.Zieliński, W.Młynarski) | 2:12  |
|    |                                                                      |       |
| 2. | „Nie całuj mnie pierwsza” (A.Zieliński, A.Osiecka)                   | 4:01  |
|    |                                                                      |       |
| 3. | „Zapomniany młyn” (A.Zieliński, L.A.Moczulski)                       | 3:33  |
|    |                                                                      |       |
| 4. | „Będzie kolęda” (A.Zieliński, W.Młynarski)                           | 2:36  |
|    |                                                                      |       |
| 5. | „Wspólny jest nasz świat” (A.Zieliński, L.A.Moczulski)               | 2:20  |
|    |                                                                      |       |
| 6. | „Sen dla mojej dziewczyny” (A.Zieliński, W.Młynarski)                | 3:19  |
|    |                                                                      |       |
|    |                                                                      | 18:01 |
|    |                                                                      |       |

### Strona B
| 1. | „Na wirsycku” (A.Zieliński, L.A.Moczulski)                      | 2:35  |
|    |                                                                 |       |
| 2. | „Zawołam na pomoc wszystkie ptaki” (A.Zieliński, L.A.Moczulski) | 3:48  |
|    |                                                                 |       |
| 3. | „Sady w obłokach” (A.Zieliński, L.A.Moczulski)                  | 2:20  |
|    |                                                                 |       |
| 4. | „Śpiewam, bo muszę” (A.Zieliński, A.Osiecka)                    | 3:41  |
|    |                                                                 |       |
| 5. | „Dwudzieste szóste marzenie” (A.Zieliński, L.A.Moczulski)       | 3:07  |
|    |                                                                 |       |
| 6. | „Czy jeszcze zdążę” (H.Klejne, W.Młynarski)                     | 2:24  |
|    |                                                                 |       |
|    |                                                                 | 17:55 |
|    |                                                                 |       |
Realizacji nagrań dokonali: W.Piętkowski i H.Jastrzębska. Wydanie CD: 830988505-2 Polskie Nagrania i Yesterday 2000. Wznowienie CD: 830988028-2 Polskie Nagrania i Yesterday 2002. Projekt graficzny i zdjęcia M.Karewicz.

## Skład zespołu
- Andrzej Zieliński – fortepian, organy, śpiew
- Jacek Zieliński – skrzypce, trąbka, śpiew
- Marek Jamrozy – gitara, śpiew
- Konrad Ratyński – gitara basowa, śpiew
- Jerzy Tarsiński – gitara
- Jan Budziaszek – perkusja

oraz:
- Alibabki